# Manoir de la Brideraie
Le manoir de la Brideraie est un manoir situé à Marcé, en France.

## Localisation
Le manoir est situé dans le département français de Maine-et-Loire, sur la commune de Marcé.

## Historique
L'édifice est inscrit au titre des monuments historiques en 1972.

### Galerie

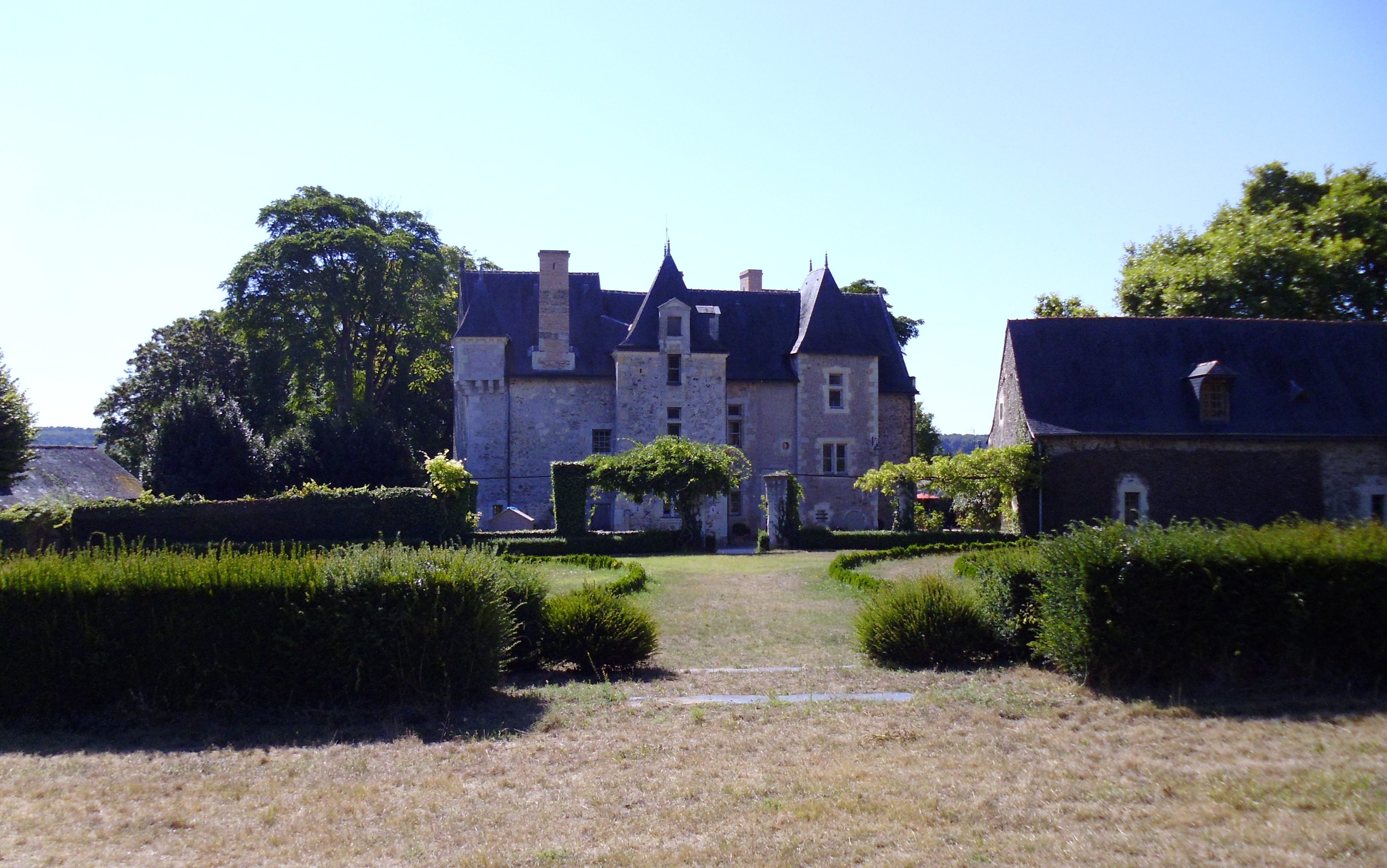
Manoir de la Brideraie à Marcé depuis le jardin
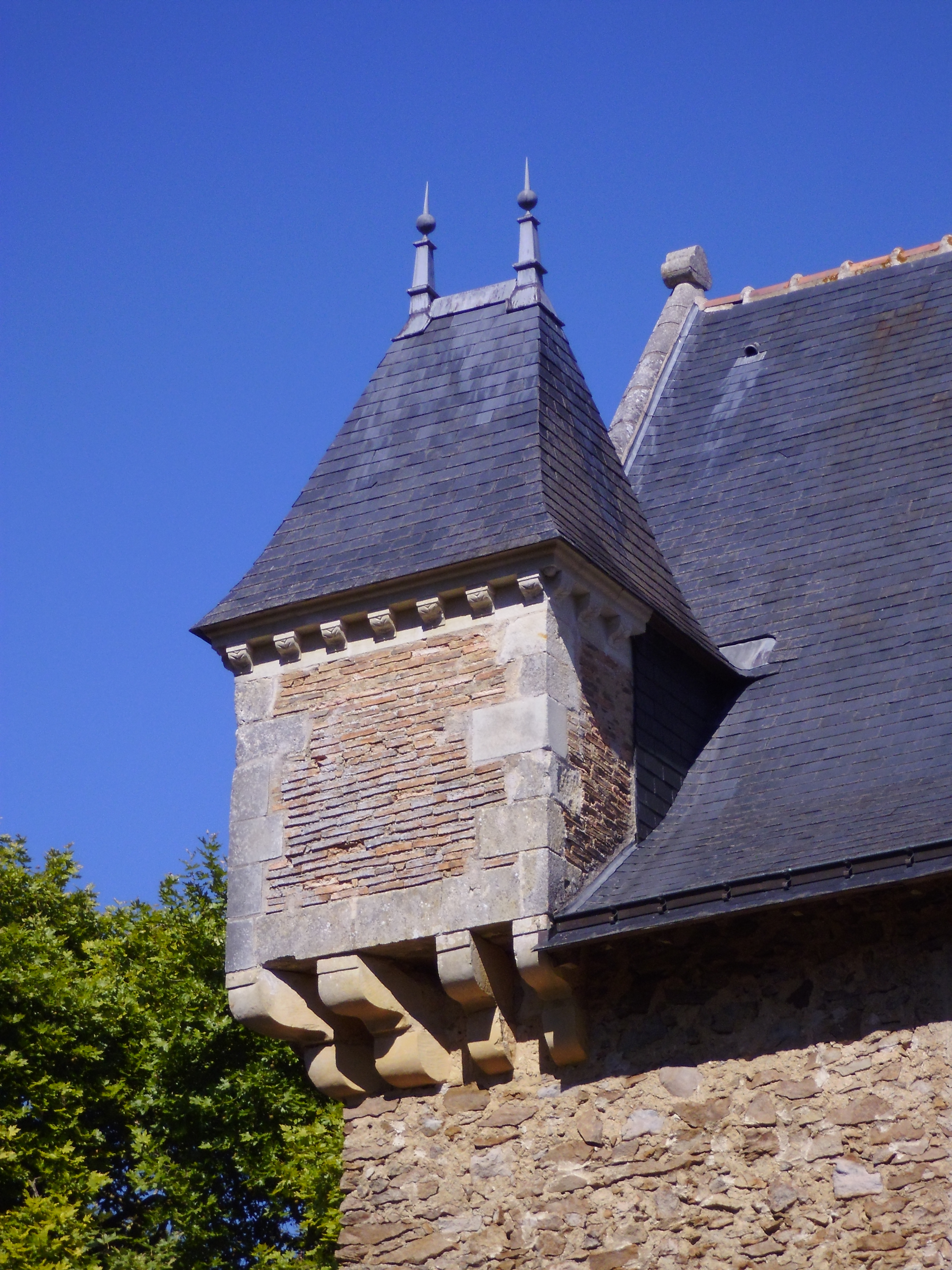
Echaugette
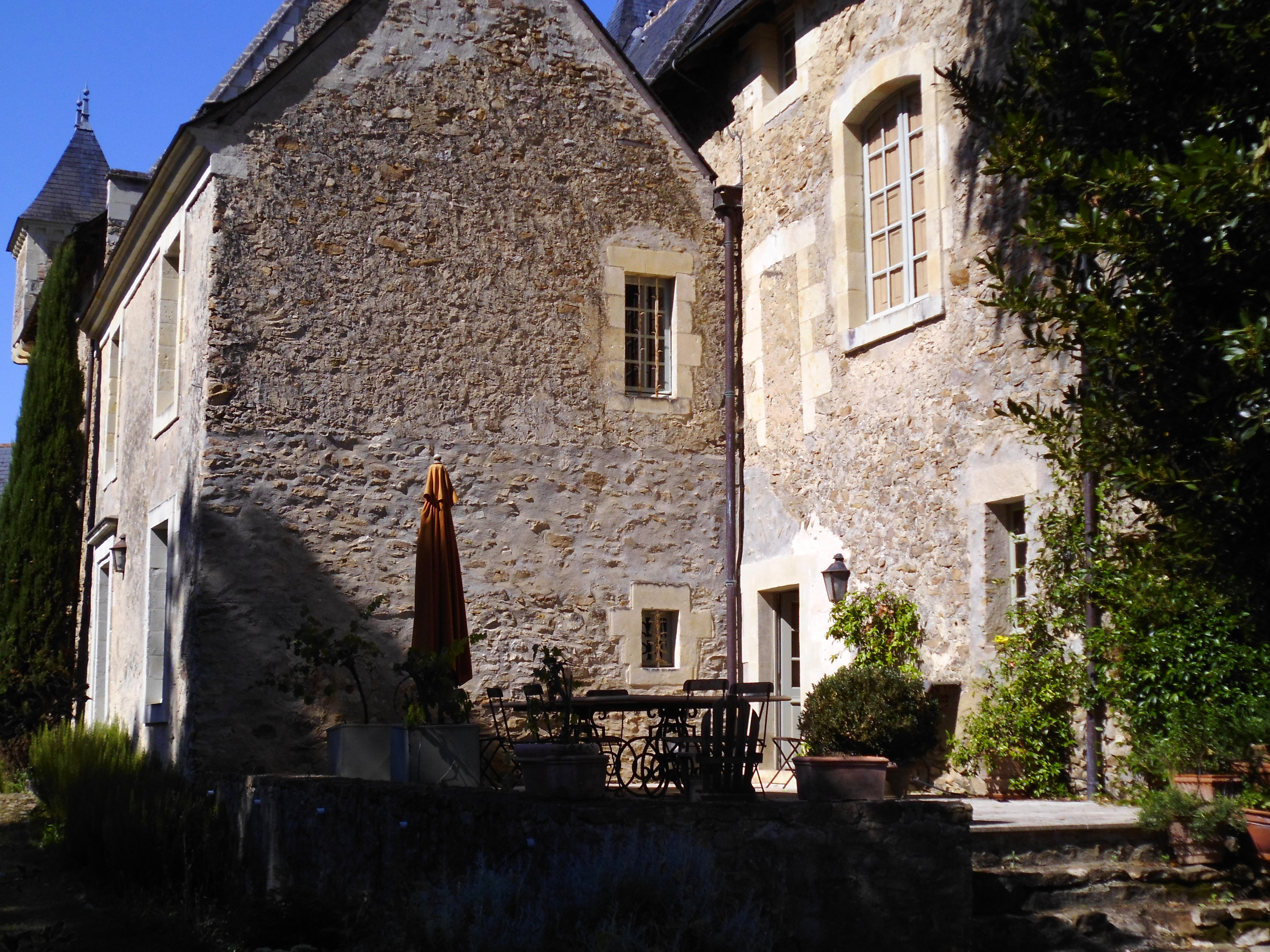
Depuis le jardin
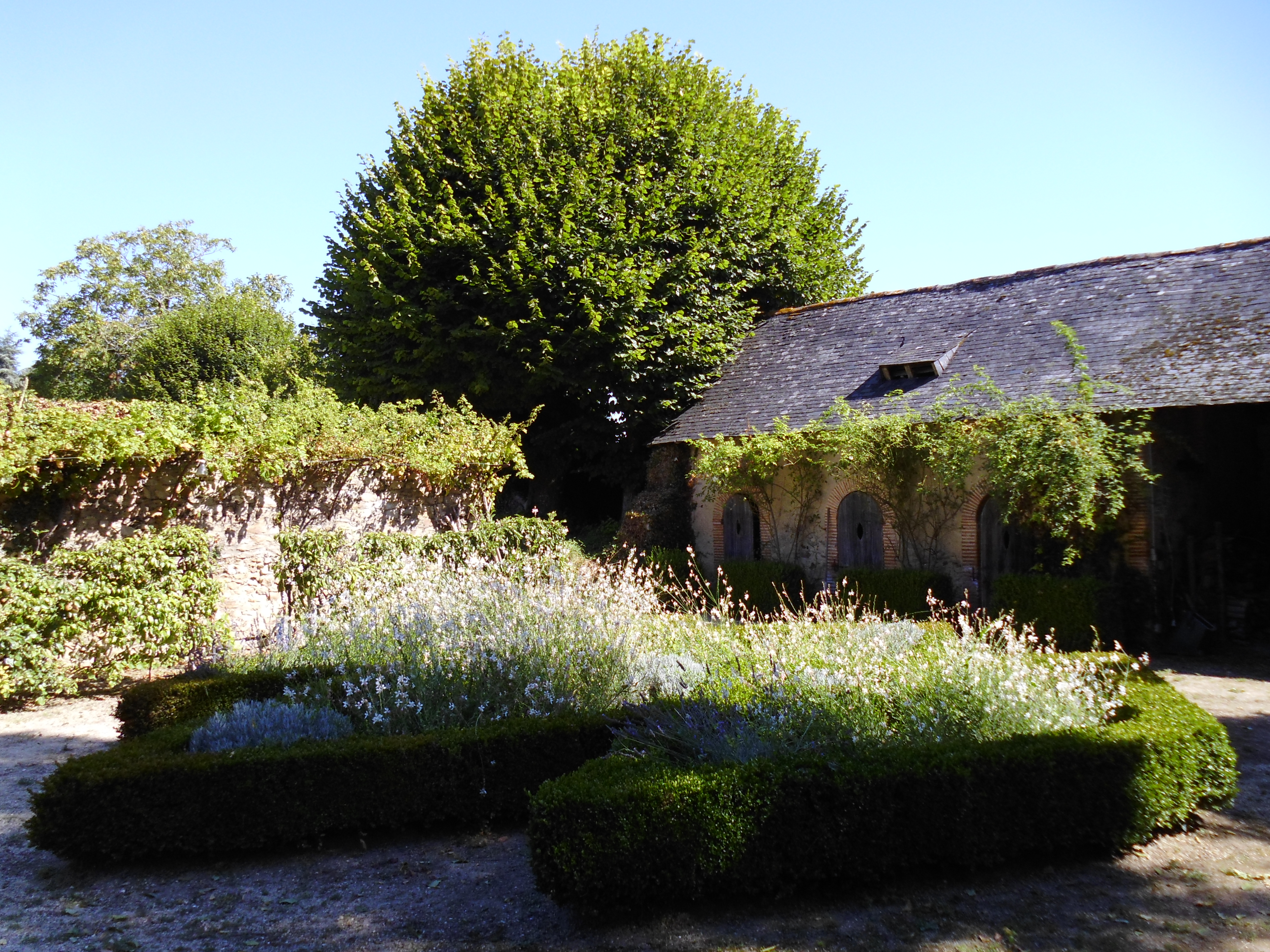
Le jardin
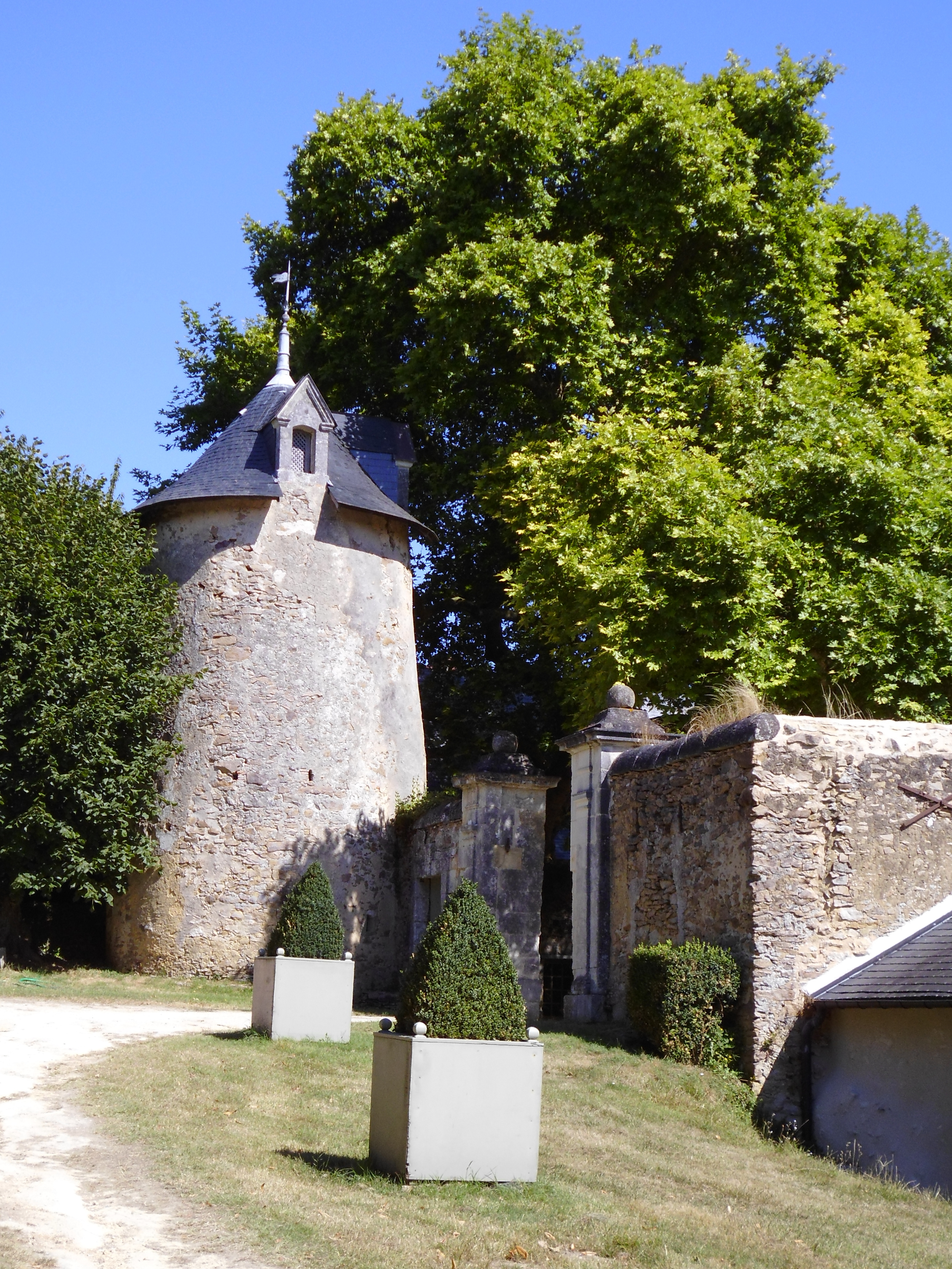
Manoir de la Brideraie, pigeonnier